# 事務総長 (国会)
衆議院事務総長（しゅうぎいんじむそうちょう）および参議院事務総長（さんぎいんじむそうちょう）は、衆議院・参議院の各議院における事務方の長。職名の英訳はSecretary General。
国会法第16条では衆議院事務総長と参議院事務総長は、国会議員以外の唯一の国会の役員である。また、国会法第26条に基づき、各議院に1名ずつ置かれる議院の職員である。国会法第27条により、各議院において議員以外の者から選挙されて就任する。国会法第7条及び第22条では、国会役員としての職務として、議長・副議長ともに不在の場合には、議長選挙、副議長選挙及び仮議長選挙において議長の職務を行う。

## 地位
事務総長は、1947年に日本国憲法と同時に国会法が施行された際、それまでの書記官長に代わり設置された。身分は特別職の国家公務員である国会職員である。
就任にあたっては、各議院において議員以外の者から選挙されるものとされる。ただ、両議院とも議院規則によって、議員の動議により選挙の手続きを省略して議長の指名に委任することができるとしていて、第1回国会での参議院事務総長選挙での例外（歴代事務総長の節を参照）を除き選出は議長指名によることが慣例である。なお、事務局のナンバー2である事務次長が事実上の昇任により選出される人事が慣例である（ただし、すべての事務次長が事務総長に選出されるわけではなく、事務次長を限りとして退職することもある）。
事務総長は議院の職員ではあるが、選出の条件に加え、議院の役員であること、議長の職務を行う権限を有することなどから別格の職とされており、そのため任期の定めはなく、定年も存在しない。参院では慣例として3年ほどで交代するため辞任する。退任時には労いとして議員から拍手で見送りされ退出する。
行政府において主に官僚から任用され「官僚トップ」と称される内閣官房副長官（事務担当）が副大臣と同待遇とされているのと均衡をとったものであると解される。なお、以前はさらに高待遇で、給与額は副大臣よりも高く、国務大臣よりは低い額であったが、事務総長職が議院事務局職員からの内部登用が行われる事務方であるのに、その給与が議員歳費よりもはるかに高額なのは厚遇すぎるという批判があったため、2006年に現行額に引き下げられた。それでも年収に換算して議員歳費より数百万円高額である。
国会の事務方のトップである事務総長は、退任後のポストにも恵まれている。1961年から40年あまりの間、国会職員で最も給与額が高く、最も地位の高い職とされてきた国立国会図書館長（2005年まで国務大臣級待遇、現在は副大臣級待遇）は、両議院いずれかの事務総長経験者が任命される慣例が続いてきた。また、国会外では会計検査院の検査官、人事院の人事官に任命されることもあり、過去には会計検査院長、人事院総裁（ともに国務大臣級待遇）が国会の事務総長経験者から輩出されている。

## 権限
事務総長の議院の事務一般に対する職権は、「議長の監督の下に、議院の事務を統理し、公文に署名する」ものとされている。
議院の事務を統理するとは、議院を運営し、議院の構成員である議員が職務を遂行するために必要となる事務すべてを事務総長が統括することを意味しており、事務総長は議院事務局の長として、議長の監督の下に、局中一切の事務を統理し、所属職員を監督する。また、公文に署名するとは、議院が発信する公式の文書について、議長の署名押印とは別に、末尾に事務総長が署名押印することを言っており、一方の議院を通過した議案が他方の議院に送付される際、議長名で作成される送付文の末尾に事務総長が署名押印するような場合を指す。
事務総長は、議院法制局の職員を除く議院の職員の任命権者でもある。事務総長及び事務総長が任命する議院の職員をもって議院事務局が構成されており、その長は事務総長である。議院事務局法第7条の2に規定する議長と副議長の秘書事務をつかさどる参事も議長又は副議長の申出により、事務総長がこれを任免することになっている。
事務総長は、本会議中は議場の議長席隣（議長から見て右側）に控え、議長の議事整理を補佐している。また記名投票が行なわれた際の結果報告の読み上げも務める（衆議院のみ）。
選挙の直後には議院運営委員会が構成されていないため、それに代わる国会開催の準備会合としての各派協議会を事務総長が周旋する。また、新たに議長及び副議長が選挙されるまでの間、本会議の議事主宰などの議長職務を代行する。議長及び副議長の当選者が選挙により決まった際には、当選者を紹介するとともに演壇に案内する役も務めている（当選した新議長・新副議長は就任にあたり演壇で挨拶を行う）。

## 歴代事務総長

### 衆議院事務総長
| 代 | 氏名       | 在任期間                       | 前職           | 退任後の主な役職 \|\| 備考                                            |     |
| -- | ---------- | ------------------------------ | -------------- | --------------------------------------------------------------------- | --- |
| 1  | 大池眞     | 1947年5月3日 - 1952年11月7日   | 衆議院書記官長 | （衆議院事務総長に再選）                                              | 注1 |
| 2  | 大池眞     | 1952年11月7日 - 1955年11月22日 | （再選）       | 土地調整委員会委員長                                                  | 注2 |
| 3  | 鈴木隆夫   | 1955年11月22日 - 1960年7月22日 | 衆議院事務次長 | 国立国会図書館長                                                      |     |
| 4  | 山崎高     | 1960年7月22日 - 1964年8月22日  | 衆議院事務次長 | 検査官・会計検査院長                                                  | 注3 |
| 5  | 久保田義麿 | 1964年11月9日 - 1967年7月21日  | 衆議院事務次長 | 地方財政審議会委員・国立国会図書館長                                  |     |
| 6  | 知野虎雄   | 1967年7月21日 - 1973年9月27日  | 衆議院事務次長 | 検査官・会計検査院長・地方財政審議会委員                              |     |
| 7  | 藤野重信   | 1973年9月27日 - 1976年7月4日   | 衆議院事務次長 |                                                                       | 注4 |
| 8  | 大久保孟   | 1976年9月16日 - 1980年7月25日  | 衆議院事務次長 | 検査官・会計検査院長                                                  |     |
| 9  | 荒尾正浩   | 1980年7月25日 - 1982年8月5日   | 衆議院事務次長 | 国立国会図書館長・地方財政審議会委員 ・衆議院議員選挙区画定審議会委員 |     |
| 10 | 弥富啓之助 | 1982年8月5日 - 1989年6月8日    | 衆議院事務次長 | 人事院総裁                                                            |     |
| 11 | 緒方信一郎 | 1989年6月8日 - 1994年6月16日   | 衆議院事務次長 | 国立国会図書館長・日本道路公団総裁                                    |     |
| 12 | 谷福丸     | 1994年6月16日 - 2003年11月27日 | 衆議院事務次長 | 社団法人国土緑化推進機構副理事長                                      |     |
| 13 | 駒崎義弘   | 2003年11月27日 - 2009年7月9日  | 衆議院事務次長 |                                                                       |     |
| 14 | 鬼塚誠     | 2009年7月9日 - 2014年6月20日   | 衆議院事務次長 |                                                                       |     |
| 15 | 向大野新治 | 2014年6月20日 - 2019年6月26日  | 衆議院事務次長 | 学習院大学特別客員教授                                                |     |
| 16 | 岡田憲治   | 2019年6月26日 - 2024年6月21日  | 衆議院事務次長 |                                                                       |     |
| 17 | 築山信彦   | 2024年6月21日 - 現職           | 衆議院事務次長 |                                                                       |     |

注1 大池眞は1947年5月3日の国会法（昭和22年法律第79号）施行の際、衆議院書記官長であったので事務総長が選挙されるまで同法附則第4項の規定により事務総長の地位にあるものとされた。大池が同年5月22日に国会法の規定により事務総長に選挙され引き続き事務総長として職務を行うこととなった。
注2 大池は1952年11月7日に「議員改選に伴い」事務総長を辞任したが即日再選された。
注3 山崎高の辞任は閉会中であったので議長によって許可された。
注4 藤野重信は在職中に北アルプス連峰穂高岳の登山中に遭難により死亡した。
- この間、衆議院事務総長の選挙は全てその手続を省略して議長において指名されている。また、特記したもののほかは議院において前任者の辞任が許可されれば即日後任者が選挙されている。

### 参議院事務総長
| 代 | 氏名       | 在任期間                        | 前職           | 退任後の主な役職                         | 備考 |
| -- | ---------- | ------------------------------- | -------------- | ---------------------------------------- | ---- |
| 1  | 小林次郎   | 1947年5月3日 - 1949年9月30日    | 貴族院書記官長 | 全国選挙管理委員会予備委員               | 注1  |
| 2  | 近藤英明   | 1949年10月25日 - 1953年6月16日  | 参議院事務次長 | 中央選挙管理会予備委員・同委員・同委員長 |      |
| 3  | 芥川治     | 1953年6月16日 - 1957年8月22日   | 参議院事務次長 | 検査官・会計検査院長                     | 注2  |
| 4  | 河野義克   | 1957年11月1日 - 1965年4月14日   | 参議院事務次長 | 国立国会図書館長                         |      |
| 5  | 宮坂完孝   | 1965年4月14日 - 1972年7月6日    | 参議院事務次長 | 国立国会図書館長                         |      |
| 6  | 岸田實     | 1972年7月6日 - 1977年8月3日     | 参議院事務次長 | 国立国会図書館長                         |      |
| 7  | 植木正張   | 1977年8月3日 - 1980年12月22日   | 参議院事務次長 | 国立国会図書館長                         |      |
| 8  | 前川清     | 1980年12月22日 - 1981年12月21日 | 参議院事務次長 |                                          |      |
| 9  | 指宿清秀   | 1981年12月21日 - 1985年12月20日 | 参議院事務次長 | 国立国会図書館長                         |      |
| 10 | 加藤木理勝 | 1985年12月20日 - 1989年12月15日 | 参議院事務次長 | 国立国会図書館長                         |      |
| 11 | 佐伯英明   | 1989年12月15日 - 1991年12月20日 | 参議院事務次長 | 検査官                                   |      |
| 12 | 戸張正雄   | 1991年12月20日 - 1996年11月11日 | 参議院事務次長 | 国立国会図書館長                         |      |
| 13 | 黒澤隆雄   | 1996年11月11日 - 1998年10月16日 | 参議院事務次長 | 国立国会図書館長                         |      |
| 14 | 堀川久士   | 1998年10月16日 - 2001年8月9日   | 参議院事務次長 | 全国治水砂防協会常任監事                 |      |
| 15 | 川村良典   | 2001年8月9日 - 2007年10月5日    | 参議院事務次長 |                                          |      |
| 16 | 小幡幹雄   | 2007年10月5日 - 2010年12月3日   | 参議院事務次長 | 越後長岡ふるさと会会長                   |      |
| 17 | 橋本雅史   | 2010年12月3日 - 2013年12月7日   | 参議院事務次長 | 足立信也選挙対策本部長                   |      |
| 18 | 中村剛     | 2013年12月7日 - 2016年12月14日  | 参議院事務次長 |                                          |      |
| 19 | 郷原悟     | 2016年12月14日 - 2019年12月9日  | 参議院事務次長 |                                          |      |
| 20 | 岡村隆司   | 2019年12月9日 - 2022年12月10日  | 参議院事務次長 |                                          |      |
| 21 | 小林史武   | 2022年12月10日 - 現職           | 参議院事務次長 |                                          |      |

注1 小林次郎は1947年5月3日の国会法（昭和22年法律第79号）施行の際、貴族院書記官長であったので事務総長が選挙されるまで同法附則第4項の規定により事務総長の地位にあるものとされた。小林が同年5月21日に国会法の規定により事務総長に選挙され引き続き事務総長として職務を行うこととなった。また、小林の辞任は閉会中であったので議長によって許可された。
注2 芥川治の辞任は閉会中であったので議長によって許可された。
- この間、参議院事務総長の選挙は第1回（1947年5月21日）を除き、全てその手続を省略して議長において指名されている。また、特記したもののほかは議院において前任者の辞任が許可されれば即日後任者が選挙されている。
- 第1回の参議院事務総長の選挙（1947年5月21日）の結果は、投票総数225票、小林次郎159票、近藤英明6票、鈴木安孝1票、無効3票、白票56票であった。